# Lankesterella gnomus
Lankesterella gnomus är en orkidéart som först beskrevs av Friedrich Fritz Wilhelm Ludwig Kraenzlin, och fick sitt nu gällande namn av Frederico Carlos Hoehne. Lankesterella gnomus ingår i släktet Lankesterella och familjen orkidéer. Inga underarter finns listade i Catalogue of Life.